# 馬丁鎮區 (阿肯色州波普縣)
馬丁鎮區（英語：Martin Township）是位於美國阿肯色州波普縣的一個行政鎮區。

## 地方資料
根據2010年美國人口普查的數據，馬丁鎮區的面積為162.80平方千米，當中陸地面積為162.00平方千米，而水域面積為0.80平方千米。當地共有人口1589人，而人口密度為每平方千米9人。